# Chums Corner (Míchigan)
Chums Corner es un lugar designado por el censo (en inglés, census-designated place, CDP) ubicado en el condado de Grand Traverse, Míchigan, Estados Unidos. Según el censo de 2020, tiene una población de 1065 habitantes.

## Geografía
Está ubicado en las coordenadas 44°40′35″N 85°39′29″O / 44.67639, -85.65806 (44.67652, -85.658151). Según la Oficina del Censo de los Estados Unidos, Chums Corner tiene una superficie total de 7.24 km², de la cual 6.89 km² corresponden a tierra firme y 0.35 km² es agua.

## Demografía
Según el censo de 2020, hay 1065 personas residiendo en Chums Corner. La densidad de población es de 154,57 hab./km². El 87.04% son blancos, el 1.13% son afroamericanos, el 0.94% son amerindios, el 2.44% son asiáticos, el 0.28% son isleños del Pacífico, el 1.31% son de otras razas y el 6.85% son de dos o más razas. Del total de la población, el 3.66% son hispanos o latinos de cualquier raza.